# Dongfeng 17
Die Dongfeng 17 (chinesisch 东风-17, Pinyin Dōngfēng 17, „Ostwind 17“, kurz DF-17) ist eine landgestützte ballistische Mittelstreckenrakete der Volksrepublik China. Die seit 2019 bei den Chinesischen Raketenstreitkräften, einer Teilstreitkraft der Volksbefreiungsarmee, eingesetzte Rakete ist  mit dem Hyperschallgleiter DF-ZF ausgestattet.

## Entwicklungsgeschichte
Die Dongfeng 17 mit ihrer Kombination aus ballistischer Startstufe und im Gleitflug horizontal fliegendem Hyperschallgleiter beruht auf einem Konzept, das Qian Xuesen Anfang der 1940er Jahre am California Institute of Technology entwickelt hatte. Die Arbeit an der heutigen Rakete begann um 2010 unter der Leitung von Zhu Xuejun (祝学军, * 1962), einer Spezialistin für Lenksysteme, die bei der Chinesischen Akademie für Trägerraketentechnologie für die Entwicklung der Kurzstreckenraketen der 2. Generation zuständig war.
Der Hyperschallgleiter der Rakete wurde in dem 2012 in Yanqi nördlich von Peking in Betrieb genommenen Hyperschall-Windkanal JF12 des Instituts für Mechanik der Chinesischen Akademie der Wissenschaften optimiert, wo für 130 ms Geschwindigkeiten von bis zu Mach 9 erreicht werden können.
Von ausländischen Beobachtern wurde die DF-17 erstmals 2013 gesichtet, und nach mindestens neun Flugtests ab 2014 wurde die Rakete 2019 in Dienst gestellt. Am 1. Oktober jenes Jahres wurde sie bei der Militärparade zum 70-jährigen Jubiläum der Volksrepublik China erstmals der Öffentlichkeit vorgestellt.

## Technik

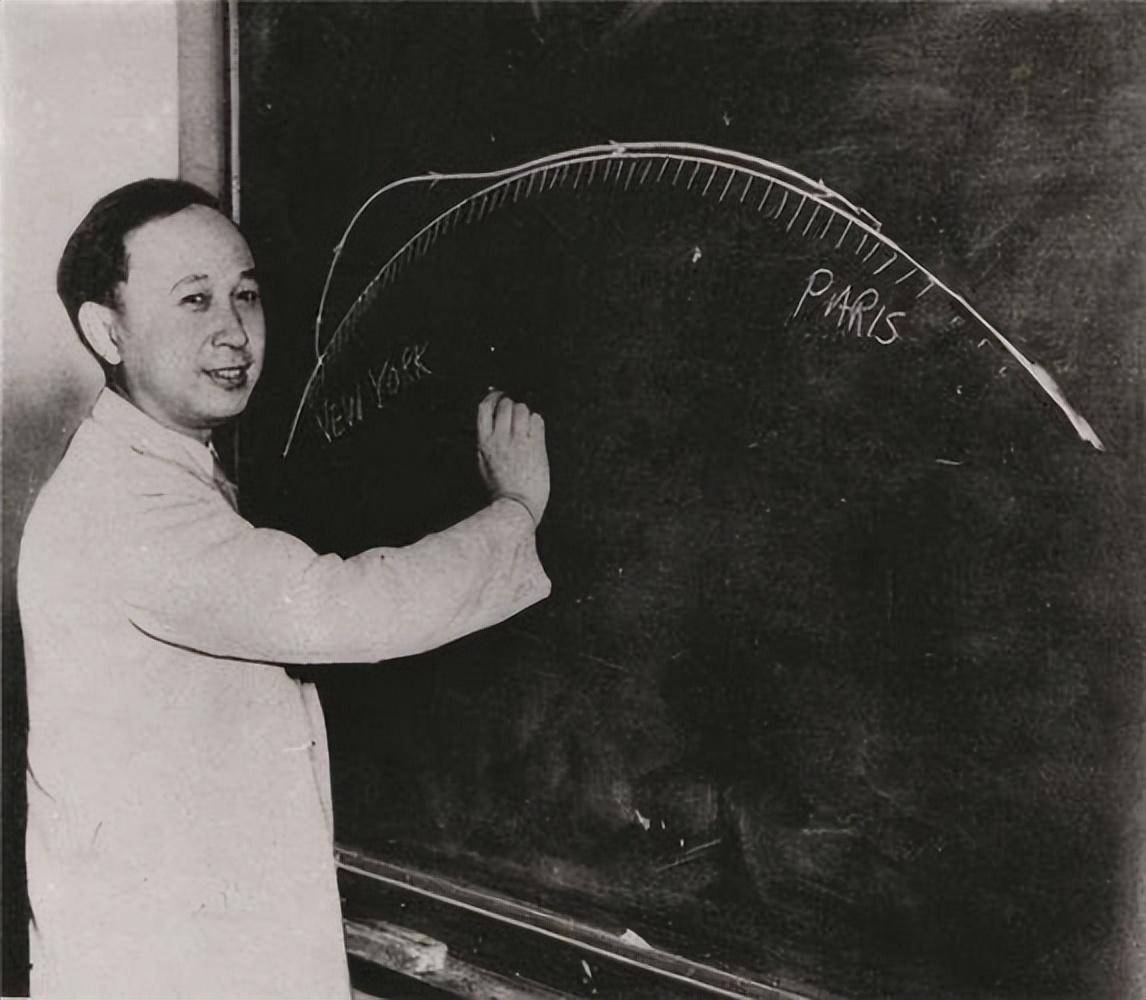
Funktionsprinzip der Dongfeng 17 (an der Tafel Qian Xuesen)

Die Dongfeng 17 ist eine einstufige Rakete. Sie verwendet dieselbe Raketenstufe wie die ballistischen Kurzstreckenrakete Dongfeng 16, an der Spitze ist der Hyperschallgleiter DF-ZF angebracht.
Die Rakete ist, wie es die amtliche Nachrichtenagentur Xinhua ausdrückte, der zu einer Waffe verwandelte DF-ZF.
Dieser kann gegenüber einem klassischen Wiedereintrittskörper Vorteile bieten. So kann er aufgrund der hohen Geschwindigkeit deutlich schwerer von Raketenabwehrsystemen abgefangen werden, zusätzlich ist der Gleiter während seiner Gleitphase wie ein Segelflugzeug manövrierbar.
Die Dongfeng 17 selbst hat eine Reichweite von 1500 km, wobei sie auf einer ballistischen Flugbahn eine Geschwindigkeit von rund Mach 10, also die zehnfache Schallgeschwindigkeit erreicht. Dann wird der DF-ZF-Gleiter abgetrennt und legt im Gleitflug weitere 1000 km zurück, was dem gesamten Waffensystem eine Reichweite von 2500 km verleiht. Durch den Strömungswiderstand der Luft wird der antriebslose Gleiter im Laufe der Zeit langsamer und besitzt beim Eintreffen im Ziel noch eine Geschwindigkeit von rund Mach 5. Dies ist nach der Definition die unterste Grenze der Hyperschallgeschwindigkeit.
Die Rakete wird mit einem fünfachsigen Lastwagen horizontal transportiert, dann mit der auf den Lastwagen montierten Abschussvorrichtung aufgerichtet und senkrecht gestartet. US-Geheimdienstquellen stellten Ende 2017 fest, dass die Rakete relativ präzise sei und bei zwei Tests im November jenes Jahres dazu in der Lage war, die anvisierten Ziele mit einer Genauigkeit von wenigen Metern zu treffen.
Die DF-17 ist eine taktische Waffe, die dazu gedacht ist, gegnerische Raketenabwehrsysteme wie die auf Taiwan stationierten MIM-104 Patriot, die in Südkorea stationierte MIM-144 THAAD oder das in Japan stationierte Aegis-Kampfsystem auszuschalten, damit die eigentlichen Ziele dann von der – für Ziele in Japan auch nuklear bestückbaren – DF-16 angegriffen werden können.

## Startliste
Es sind insgesamt neun Starts der Dongfeng 17 bekannt:
| Nr. | Datum             | Anmerkungen |
| --- | ----------------- | --- |
| 1   | 9. Januar 2014    | Erster Teststart. |
| 2   | 7. August 2014    | Test fehlgeschlagen, Rakete brach kurz nach dem Start auseinander.                                                                         |
| 3   | 2. Dezember 2014  | Erfolgreicher Test. |
| 4   | 7. Juni 2015      | Erfolgreicher Test, US-Analysten bemerkten, dass die Rakete "extreme Manöver" durchführte.                                                 |
| 5   | 19. August 2015   | Erfolgreicher Test, US-Analysten bemerkten, dass die Rakete "Ausweichmanöver" durchführte.                                                 |
| 6   | 23. November 2015 | Erfolgreicher Test. |
| 7   | 22. April 2016    | Erfolgreicher Test. |
| 8   | 1. November 2017  | Erfolgreicher Test. Die Rakete legte etwa 1.400 km in elf Minuten zurück, wobei der Hyperschall-Gleiter in einer Höhe von etwa 60 km flog. |
| 9   | 15. November 2017 | Erfolgreicher Test, erneut mit Hyperschall-Gleiter.                                                                                        |